# ستيف غورني
ستيف غورني (بالإنجليزية: Steve Gurney)‏ هو تريثلت نيوزيلندي، ولد في 8 يوليو 1963 في كرايستشرش في نيوزيلندا.